# Mystical Ninja 2 starring Goemon
Mystical Ninja 2 starring Goemon (がんばれゴエモン～でろでろ道中 オバケてんこ盛り～, Ganbare Goemon ~Dero-dero Dōchū Obake Tenko Mori~), ou Goemon's Great Adventure en Amérique du Nord, est un jeu vidéo développé et édité par Konami sur Nintendo 64 le 23 décembre 1998. Il est le troisième jeu de la série Ganbare Goemon à être sorti en dehors du Japon, et il est la suite de Mystical Ninja starring Goemon, sorti deux ans auparavant.
Comportant une jouabilité plates-formes en 2.5D, il marque le retour de la série à un format side-scrolling.
Le jeu s'est vendu à plus de 150 000 exemplaires à travers le monde. Rappelant les jeux 16-bit plus anciens, le système de défilement latéral a été salué par des chroniqueurs, qui ont également loué le mode coopératif à deux joueurs,. Les graphismes et la bande sonore vifs ont également remporté des bonnes notes. Des chroniqueurs ont considéré ce jeu comme le meilleur side-scroller de la Nintendo 64,.

## Synopsis
L'histoire étrange relate la quête de Goemon pour arrêter le mauvais Bismaru, qui a volé la machine de résurrection de l'Homme Sage. Goemon et ses amis doivent voyager à travers cinq mondes pour combattre le Dochuki, prince du monde souterrain, revenu d'entre les morts et détruire la machine. Chaque monde est conçu avec des styles et des thèmes japonais, et Mystical Ninja 2 starring Goemon continue la tradition de la série avec un humour excentrique et surréaliste.